# Transkoder
Transkoder to układ cyfrowy o n wejściach oraz k wyjściach. Jego działanie polega na zamianie dowolnego kodu cyfrowego (poza kodem 1 z n) na inny, dowolny kod cyfrowy (również z wyjątkiem kodu 1 z n).
Typowym przykładem takiego układu jest układ zamieniający naturalny kod binarny na kod wyświetlacza siedmiosegmentowego (czasami mylnie nazywanym „dekoderem”).